# فينكو باندوريفيتش
فينكو باندوريفيتش (بالصربية: Винко Пандуревић) (مواليد 25 يونيو 1959، سوكولاك في البوسنة والهرسك) هو قائد سابق للواء زفورنيك ضمن جيش جمهورية صرب البوسنة خلال حرب البوسنة والهرسك.
مثُل باندوريفيتش أمام المحكمة الجنائية الدولية ليوغوسلافيا السابقة في لاهاي بتُهمة ارتكاب جرائم حرب لدوره في مذبحة سربرنيتشا سنة 1995.
جادل محامي دفاع باندوريفيتش بأن مُوكله «لم تكن لديه سيطرة فعالة» على أفراد لواءه خلال الفترة التي وقعت فيها هاته الفظائع. ومع ذلك، وعلى أساس المسؤولية الجنائية الفردية (المادة 7 (1) من النظام الأساسي للمحكمة)، فقد أُدين بتهمة المُساعدة والتحريض على ارتكاب جرائم ضد الإنسانية وانتهاك قوانين وأعراف الحرب. حُكم عليه بالسجن لمدة 13 سنة، وأُفرج عنه بشكل مُبكر في 9 أبريل 2015.